# شهرستان هانیوان
شهرستان هانیوان (به لاتین: Hanyuan County) یک منطقهٔ مسکونی در چین است که در یاان واقع شده‌است. شهرستان هانیوان ۲٬۳۴۹ کیلومتر مربع مساحت و ۳۵۰٬۰۰۰ نفر جمعیت دارد.